# Robert-Alain de Beaugrande
Robert-Alain de Beaugrande (* 1946; † Juni 2008) war ein österreichischer Linguist.
Beaugrande erwarb 1971 einen Magister in Germanistik und Anglistik an der FU Berlin und promovierte 1976 zu vergleichender Literaturwissenschaft und Linguistik an der University of California, Irvine. Er erhielt Professuren für Englisch an der University of Florida (1978–1991), der Universität Wien (1991–1997), der University of Botswana (1997–1999), der United Arab Emirates University (1999–2001), der Universidade Federal de Minas Gerais (2001–2002; als visiting professor), der Universidade Federal da Paraíba (2005–2006) und der Universität Primorska (2006–2007). Zwischen 1979 und 1999 nahm er außerdem zahlreiche Gastprofessuren an.
Beaugrande war in der Lage, in sechs Sprachen Vorlesungen zu halten und war bekannt für sein soziales Engagement. Seine wissenschaftlichen Arbeiten veröffentlichte er im Volltext zum freien Download auf seiner Website (siehe Weblinks).
In seiner Arbeit widmete er sich verschiedenen Disziplinen der allgemeinen und angewandten Linguistik (Text-, Korpuslinguistik, Diskursanalyse, Grammatiktheorie, Psycholinguistik, Semiotik u. a.), der Literaturwissenschaft und Psychologie. Daneben trat er als Übersetzer von Fachveröffentlichungen auf. Seine Publikationen erschienen in 17 Sprachen, darunter seine Einführung in die Textlinguistik (mit Wolfgang Dressler).

## Buchveröffentlichungen (Auswahl)
- Factors in a Theory of Poetic Translating. Assen: Van Gorcum und Amsterdam: Rodopi, 1978.
- Text, Discourse and Process: Toward a Multidisciplinary Science of Texts. (Memento vom 22. Januar 2009 im Internet Archive) Ablex, Norwood, New Jersey 1980.
- Einführung in die Textlinguistik. (Memento vom 22. Januar 2009 im Internet Archive) Niemeyer, Tübingen 1981. (mit Wolfgang Dressler)
- Text Production. (Memento vom 22. Januar 2009 im Internet Archive) Ablex, Norwood, New Jersey 1984.
- Writing Step by Step: A Textbook for College Writers. New York: Harcourt Brace Jovanovich, 1985.
- Critical Discourse: A Survey of Contemporary Literary Theorists. (Memento vom 22. Januar 2009 im Internet Archive) Ablex, Norwood, New Jersey 1988.
- Linguistic Theory: The Discourse of Fundamental Works. (Memento vom 22. Januar 2009 im Internet Archive) Longman, London 1991.
- New Foundations for a Science of Text and Discourse. (Memento vom 22. Januar 2009 im Internet Archive) Ablex, Greenwich, Connecticut 1997.
- A New Introduction to the Study of Text and Discourse. (Memento vom 22. Januar 2009 im Internet Archive) Webveröffentlichung, 2004.
- A Friendly Grammar of English. (Memento vom 22. Januar 2009 im Internet Archive) Webveröffentlichung, 2007.
- Poetic Translation Revisited. (Memento vom 22. Januar 2009 im Internet Archive) Webveröffentlichung, 2007.